# 温小明
温小明（1979年4月8日—），是中国已退役的足球运动员，司职前锋。退役后，温小明在珠三角职业足球超级联赛球队江门千色花队踢五人制足球。

## 职业生涯
温小明的职业足球生涯开始于广州松日。2000年，广州松日从中国足球甲B联赛降级后解散，此时松日还拖欠广州足协600万元。广州足协最终决定放弃600万欠款，而是将松日队的温小明、霍日宁、黎梓菲、冯民智、周文栋、刘轶冰和刘醒等7名球员纳入旗下的广州吉利作为抵押。
温小明在广州队表现出色，成为继胡志军后最出色的本土前锋，但伤病的困扰却让他的状态始终无法稳定下来，2008赛季结束后，温小明因膝伤未愈选择退役。

## 五人制足球
2009年10月19日，温小明加盟五人制足球联赛—珠三角职业足球超级联赛球队江门千色花队。